# Christine Aymon
Christine Aymon, née le 22 mars 1953 à Genève, est une artiste plasticienne d'origine vaudoise. Elle est diplômée de l’École supérieure d’art visuel de Genève. Elle vit et travaille depuis 1974 à Vérossaz, en Suisse, canton du Valais.

## Biographie
À l'âge de 12 ans, elle sait qu'elle veut faire les beaux-arts. Après l'obtention de sa maturité scientifique au collège Calvin, elle fréquente l'École supérieure d'art visuel de Genève de 1974 à 1977 et gagne le concours pour la tapisserie monumentale destinée à décorer l'entrée de l'Université Dufour de Genève. Pour son travail de diplôme, elle présente un tissage de lin intitulé Mémoires. Le fil parcourt toute son œuvre comme il nous accompagne durant notre vie, de nos premières langes au linceul final. Sa famille loue un chalet en Valais en été, elle s'y sent revivre et son imaginaire s'exprime. Adulte, elle y rencontre son futur mari musicien et ils s'installent à Vérossaz où elle crée ses pièces majestueuses et sensuelles.
Pour cette archéologue du présent, "Le rôle de l'art est de poser l'énigme, à chacun d'en trouver la réponse", ces œuvres sont une "succession d'instants en suspens, ils n'ont sens et existence que dans l'humanité qui les crée et les révèle". Elle débute dans le tissage et complète son art par la sculpture et le dessin. De plus, elle utilise la technologie : éclairage, mécanisation, sonorisation, vidéo.
Artiste plastique, elle maîtrise des matériaux très variés : bois, ciment, textile, papier mâché, métaux, foin qu'elle sculpte aux moyens de divers outils : ciseaux à bois, ponceuse, scie sauteuse, tronçonneuse, perceuse, gouges, fraises, serre-joints, tous types d'ornements : paille, fil de fer et grillage, peintures, feu, plumes, bijoux, perles, tissages.
Elle est membre depuis 1981 de Visarte, la société des peintres sculpteurs et architectes suisses. En 1984, elle fonde à Vérossaz l'Atelier expérimental d'art visuel et de la fibre.
Elle est responsable de la formation des enseignantEs primaires d'activités créatrices textiles à l'École Normale de Fribourg. Elle assume des programmes de formation continue. Elle participe à l'élaboration et à la mise en œuvre des domaines artistiques dans le cadre des Hautes Écoles Pédagogiques des cantons de Fribourg et du Valais.
À partir de 1978, Christine Aymon participe à de nombreuses manifestations textiles nationales et internationales.

## Œuvres
Elle crée des personnages humains et animaux sculptés, qu'elle peint, habille, décore, incruste, brûle. Dès 1994, elle met en scène comme dans un théâtre. Elle est influencée par le procédé scénographique de la sculptrice polonaise Magdalena Abkanowicz. Ses œuvres d'art représentent la vie à travers l'histoire humaine et démontrent un imaginaire et une création inouies. Les résultats nous émerveillent par leur vitalité ressortie aux travers des cernes du bois sculpté dans des planches de sapin encollées. Christine Aymon est la Camille Claudel du bois et des vides créés.
Ses œuvres picturales abstraites et figuratives se retrouvent dans le recueil paru en 2013 aux Éditions de la Matze et dans le documentaire. Pour elle, l'art est un état d'esprit, une quête de vie qui la prépare à la mort.

## Prix et Bourses
- 1er Prix du concours pour la réalisation d'une tapisserie murale à Uni Dufour, Genève (1974)
- Bourse de la Fondation Alice Bailly, Lausanne/Suisse (1981);
- Médaille de la Triennale textile de Lodz, Pologne (1981);
- Prix culturel de l’État du Valais/Suisse, Encouragement (1982)
- Prix Arts, Sciences & Lettres, Paris (1999);
- Prix culturel de l’État du Valais, Consécration (2008).

## Expositions
Personnelles
- 1982 : Galerie Filambule, Lausanne
- 1982/83 : École Club Migros, Martigny et Sion
- 1983/84 : Fondation Pierre Gianadda, Martigny
- 1984 : Galerie Faust, Genève
- 1985 : Galerie Fontany, Vercorin
- 1985 : Galerie Farel, Aigle
- 1986 : Galerie Filothèque, Paris
- 1986 : Maison de la Radio, Lausanne
- 1987 : Galerie Zur Schützenlaube, Viège
- 1987 : Galerie Grande Fontaine, Sion
- 1988 : Galerie Filambule, Lausanne
- 1990 : Château de Villa, Sierre
- 1992 : Galerie Filambule, Lausanne
- 1994 : Galerie Farel, Aigle
- 1996 : Galerie Grande Fontaine, Sion
- 1997 : Galerie Epouses 4, Fribourg
- 1998 : Ferme de la Chapelle, Genève
- 1998 : Théâtre de Valère, Sion
- 2000 : Centre de la Meunière, Collombey
- 2000 : Galerie Shakan, Lausanne
- 2000 : MAC2000, Espace Eiffel, Paris
- 2001 : Espace Jean Jaurès, Tomblaine, Nancy
- 2003 : Manoir de la Ville de Martigny, Martigny
- 2004 : Galerie Le Broisin, Champéry
- 2005 : Grand-Cachot-de-Vent, La Chaux-du-Milieu
- 2006 : Fondation l’Estrée, Ropraz
- 2008 : Galerie Artena, Waltenschwill
- 2010 : Espace Jean Jaurès, Tomblaine, Nancy
- 2011 : Galerie de l’Hôtel de Ville, Yverdon-les-Bains
- 2014 : Espace Culturel Assens, Assens
- 2014 : Müllerhaus, Lenzburg
- 2018 : Galerie Oblique, St Maurice
- 2019 : Daizy, Zürich
- 2021 : Espace ContreContre, St Maurice + Cardelet, Vérossaz

Collectives
- 1976 et 1980 : 3 rd & 4th International Exhibition of Miniature Textiles, British Crafts Center, Londres
- 1981 : 10e Biennale internationale de la Tapisserie, Musée cantonal des Beaux-Arts, Lausanne, Suisse
- 1981 : Schweizer Textilkünstler der 10. biennale de Lausanne, Galerie Maya Behn, Zürich
- 1981 : 4e Textile Triennale, Fiber Artists and Designers, Central Museum of Lodz, Pologne
- 1981 : Bijoux et tapisseries, Galerie Henri Meyer, Lausanne
- 1981 : 1er exposition de miniatures textiles suisses, Galerie Filambule, Lausanne
- 1982 : Expo 82, SPSAS-Valais, Musée cantonal des Beaux-Arts, sion
- 1982 : Eros textile, Galerie Filambule, Lausanne
- 1982 : Miniatures, Galerie Zur Matze, Brig
- 1983 : 1er Biennale internationale de créations textiles, Abbaye d'Ouville, France
- 1983 : 10e anniversaire de la SPSAS-Valais, Fondation Pierre Gianadda, Martigny, Suisse
- 1983 : Textile Miniaturen, Schweizer Heimatwerk, Zürich
- 1983 : 2e exposition de miniatures textiles suisses, Galerie Filambule, Lausanne
- 1983 : Die Kunst des Weberis/Weben als Kunst, Walliser Heimatwerk, Brig
- 1983/86 : L'artisanat en Suisse hier et demain, exposition itinérante de l'Office National Suisse du Tourisme
- 1984 : Concours national féminin des Beaux-Arts du Lyceum de Suisse, Musée des Beaux-Arts, La Chaux-de-Fonds
- 1984 : L'artisanat d'art en Suisse, World Crafts Council, Kornhaus, Berne
- 1984 : SPSAS-Valais, Galerie Ferme à Vannay, Monthey
- 1984 : De fil à fibre : créations textiles, Altkirch, France
- 1984 : Artistes de la Galerie Filambule, Galerie Xhosa, Zurich
- 1984 : Âme, trame, gamme, Hôtel de ville, Castres, France
- 1984 : Elles végétaient, Le Manoir de la Ville de Martigny
- 1985 : 3. Internationale Kunsthandwerk-Ausstellung, Gemeindesaal, Burgdorf, Suisse
- 1985 : 3e exposition de miniatures textiles, Galerie Filambule, Lausanne
- 1985 : Fil en ville, Galerie Filambule, Lausanne
- 1985 : Fil et écriture, Galerie Philharmonie, Liège, Belgique
- 1985 : 6 artistes de la cartothèque, Hôtel de Ville, Yverdon
- 1986 : Cyril Bourquin, Viviane Fontaine, Christine Aymon, Spinnstube, Bienne
- 1986 : Textile-papier, Galerie Elébor, romainmôtier
- 1986 : Repères, Brigues
- 1986 : SPSAS-Valais, Château Villa, Sierre
- 1986 : Christine Aymon, Bernard, Blanc, Yves Dana, Pierrette Gonseth-Favre, Musée de Bagnes, Le Châble, Suisse
- 1986/87 : Livres sans paroles, Musée Bellerive, Zurich ; Musée des arts décoratifs, Lausanne
- 1987 : SPSAS-Valais, Stadttheater und Katharinen, Saint-Gall
- 1987 : 5. deutsche Biennale der Textilkunst, Museum der Stadt, Krefeld, Allemagne
- 1987 : Écritures textiles, Galerie Filambule, Lausanne
- 1989 : Au fil du temps, 1981 - 1989 : elle expose avec Danièle Mussard, Marketa Bartos, Eliane Baudin... : Galerie Filambule, Lausanne, 22 juin - 9 septembre 1989
- 1990 : Château de Villa, Sierre, Suisse
- 1991 : Galerie de la Grande Fontaine, Sion, Suisse
- 1992 : Exposition itinérante d'INTEX-ART sur l'Art contemporain, soie et fil fin
- 1996 : Musée Jenisch, Vevey, Suisse ; dans le cadre des Boursiers de la Fondation Alice Bailly
- 1997 : Galerie Zur Matze, Brigue, Suisse
- 2001 : Rencontres théâtrales de l'Espace Jean-Jaurès, Tomblaine, France
- 2001 : "Quand le faire dit", à la Galerie de l'Hôtel de Ville d'Yverdon-les-Bains, Suisse[4]
- 2011 : "Quand le faire dit", Hôtel de ville de Yverdon, Suisse[5]
- 2014 : "Le murmure des peuples élidés", Espace culturel, Assens, Suisse

## Activités liées au théâtre
Décors
- 1983 : Graine d'arbre/Graine d'homme, mise en scène : Pascal Dayer
- 1988 : Damien 1er, auteur et mise en scène : Jean-Daniel Coudray
- 1989 : Chant d'amour et de mort, auteure : S. Corinna Bille, mise en scène : Pascal Dayer

Masques
- 1996 : Volpone, de Ben Jonson

Masques et Costumes
- 1998 : Le Barbier de Séville, de Beaumarchais, mise en scène : Catherine Sumi, Jacques de Torrenté
- 2002 : 13, les Satellites, EXPO 02 (Exposition nationale suisse 2002) Journée cantonale valaisanne, sculptures vivantes, mise en scène : Catherine Sumi, Jacques de Torrenté